# Suzuki SX4
Suzuki SX4 — легковий автомобіль, який виробляється Suzuki. 

## Перше покоління (GY/EY/RW; 2006)
Дизайн Suzuki SX4 був розроблений компанією Джорджетто Джуджаро «ItalDesign». Попередником SX4 вважається Suzuki Aerio (на український ринок поставлялася під назвою Liana).
SX4 був представлений у 2006 році на Женевському автосалоні. Спочатку автомобіль призначався для європейського ринку, однак на сьогодні він продається в Японії, Індії, Південній Америці, Австралії, Південній Африці, а також в Північній Америці. Збирається SX4 на заводах компанії Suzuki в Угорщині (Естергом), Японії, а також в Індії (Манесар). Передбачалося, що 60 тис. автомобілів SX4 будуть реалізовані таким чином: 2/3 компанією Suzuki та 1/3 компанією Fiat під брендом Fiat Sedici.
Використовувані двигуни:
- 1,5-літровий бензиновий, ідентичний двигуну автомобіля Swift;
- 1,6-літровий (без VVT-i) максимальною потужністю 102 к. с. (автомобілі Suzuki SX4 седан з таким двигуном продаються в Індії фірмою Maruti);
- 1,6-літровий VVT-i двигун, використовуваний в новому Grand Vitara, потужністю 107 к. с.;
- 1,9-літровий дизельний DDIS-двигун, розроблений компанією Fiat, максимальною потужністю в 120 к. с. і обертовим моментом у 280 Нм.

Спочатку SX4 був п'ятидверний хетчбек, що продавався на ринку під ім'ям SX4 Crossover. Модель кузова седан, на ринку відома як SX4 Sport, була представлена на Нью-Йоркському автосалоні у 2007 році. Сьогодні седан реалізується на ринках Японії, Індії та деяких східноєвропейських країн.
У Північній Америці SX4 з'явився у 2006 році як молодший в сімействі Suzuki повнопривідний (AWD) автомобіль 2007 року. Стандартна комплектація північноамериканської моделі відрізняється від європейської повним приводом і окремим 2,0-літровим рядним чотирициліндровим бензиновим двигуном потужністю 143 к. с. Передньопривідні SX4 в стандартній комплектації поставляються тільки в Канаду, Туреччину, Ізраїль та Китай, хоча в Канаді повний привід є опцією на замовлення.

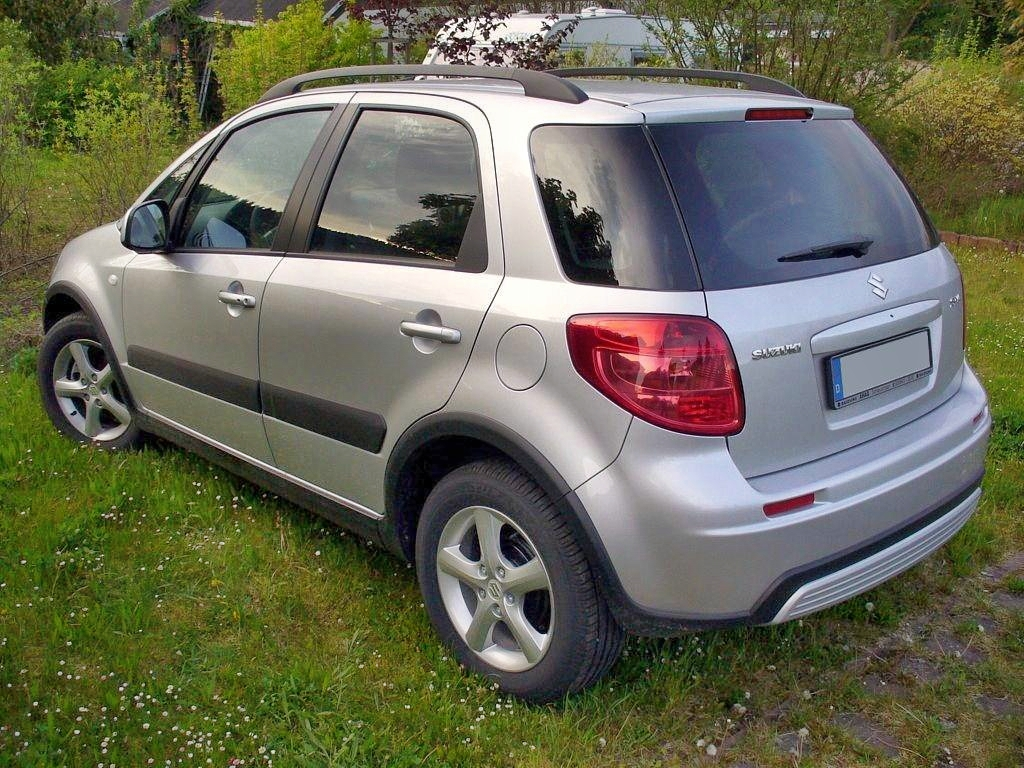
Suzuki SX4 (2006-2009)
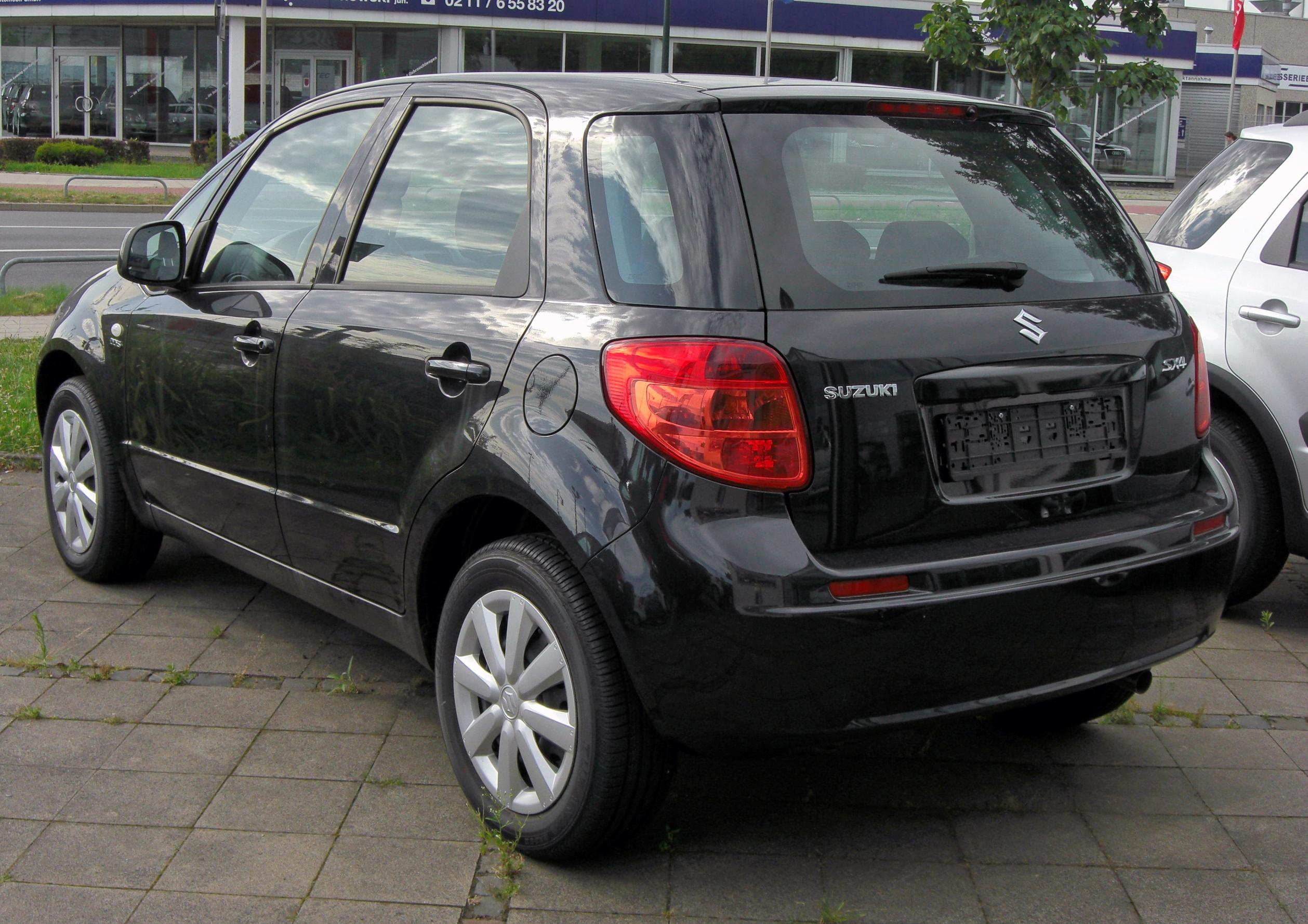
Suzuki SX4 Streetline
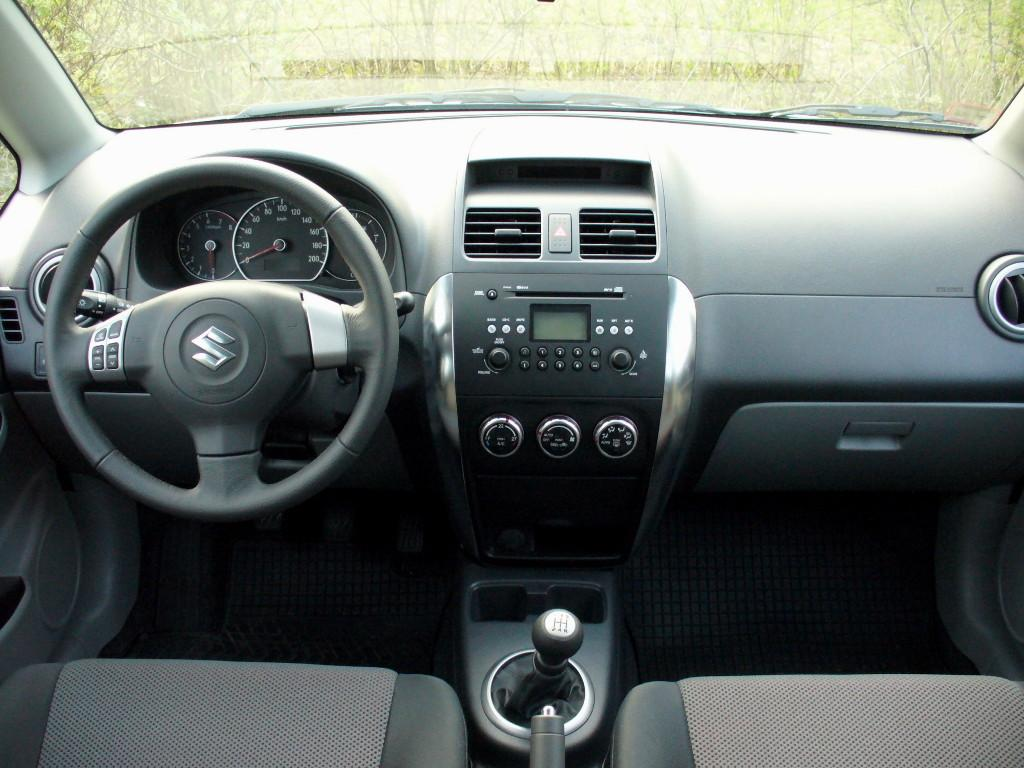
Suzuki SX4 вигляд салону
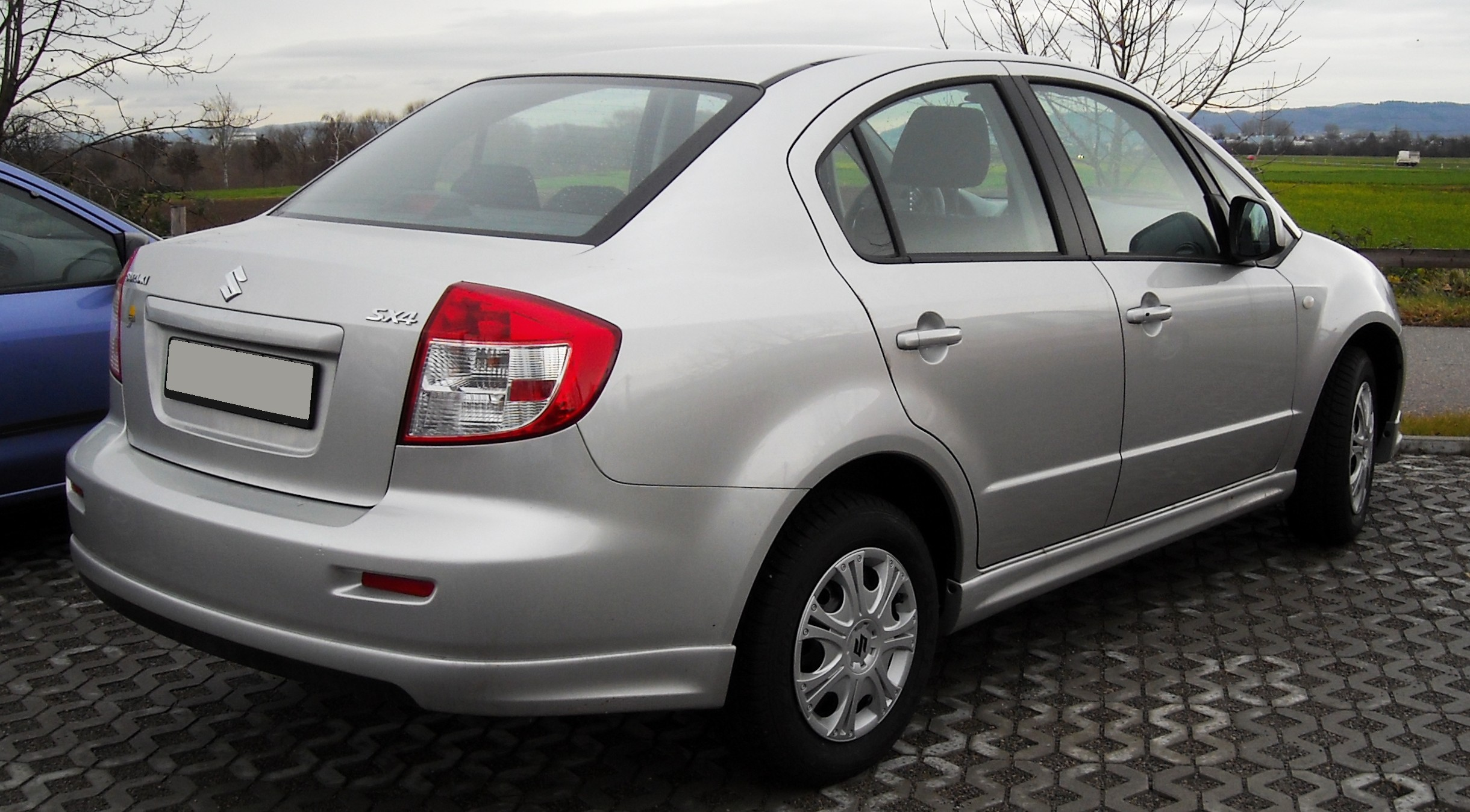
Suzuki SX4 седан (2007–2009)
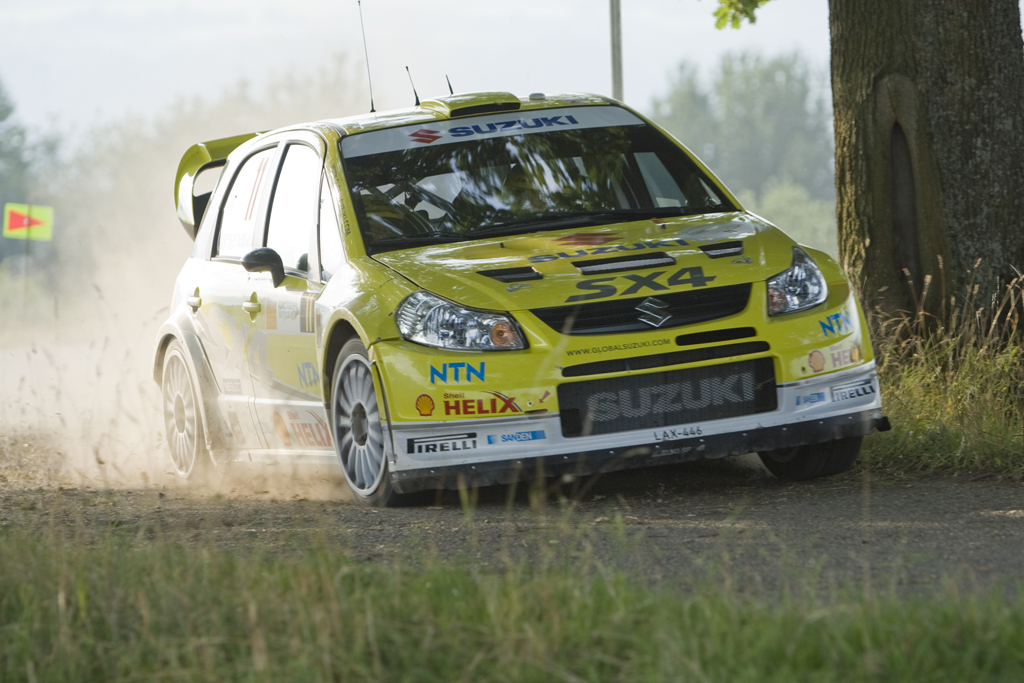
Suzuki SX4 WRC

В кінці літа 2009 року Suzuki SX4 модернізували, змінили передню частину і бампер, який має поперечні ламелі, злегка оновили решітку радіатора і протитуманні фари.

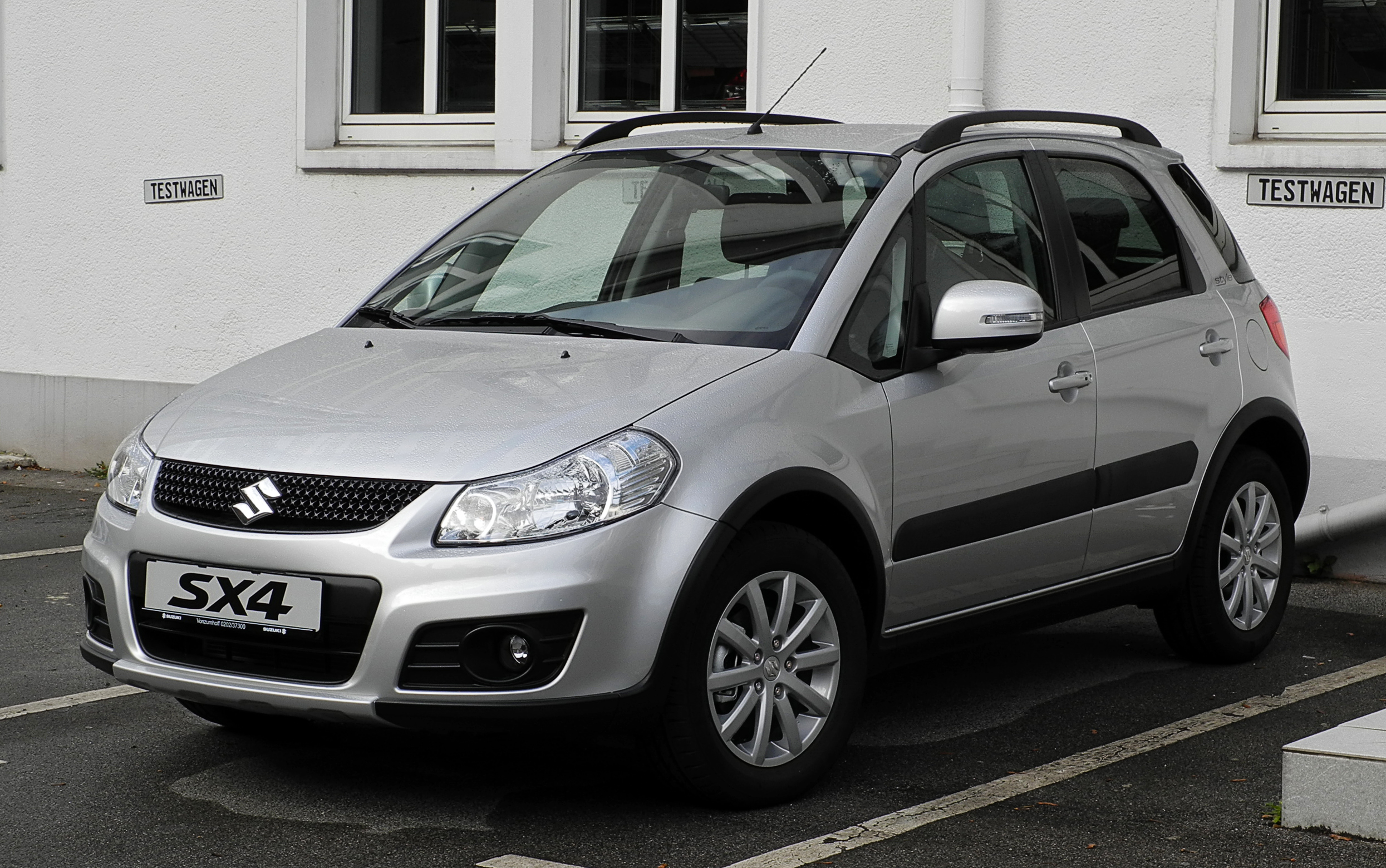
Suzuki SX4 (з 2009)
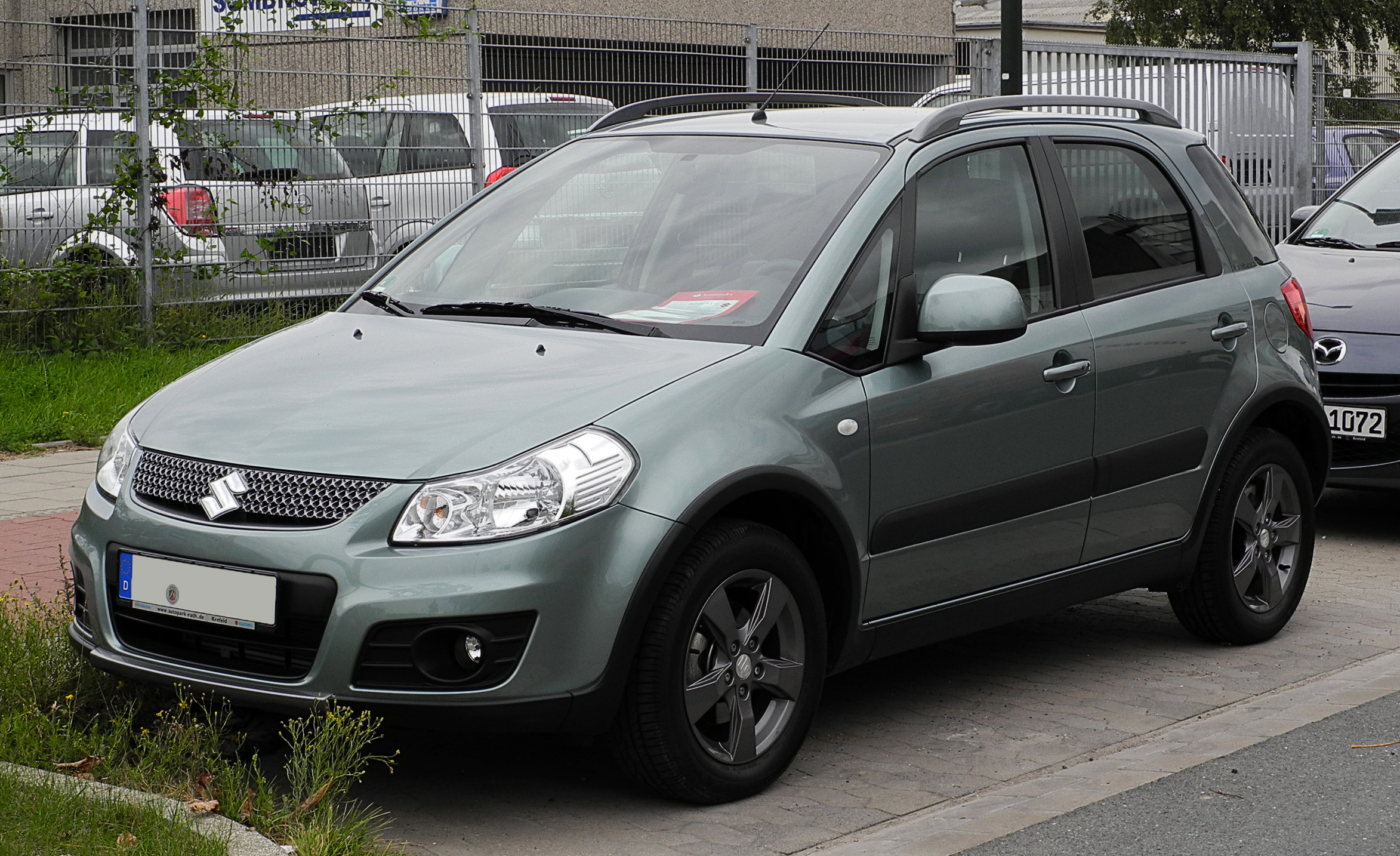
Suzuki SX4 limited (2011)
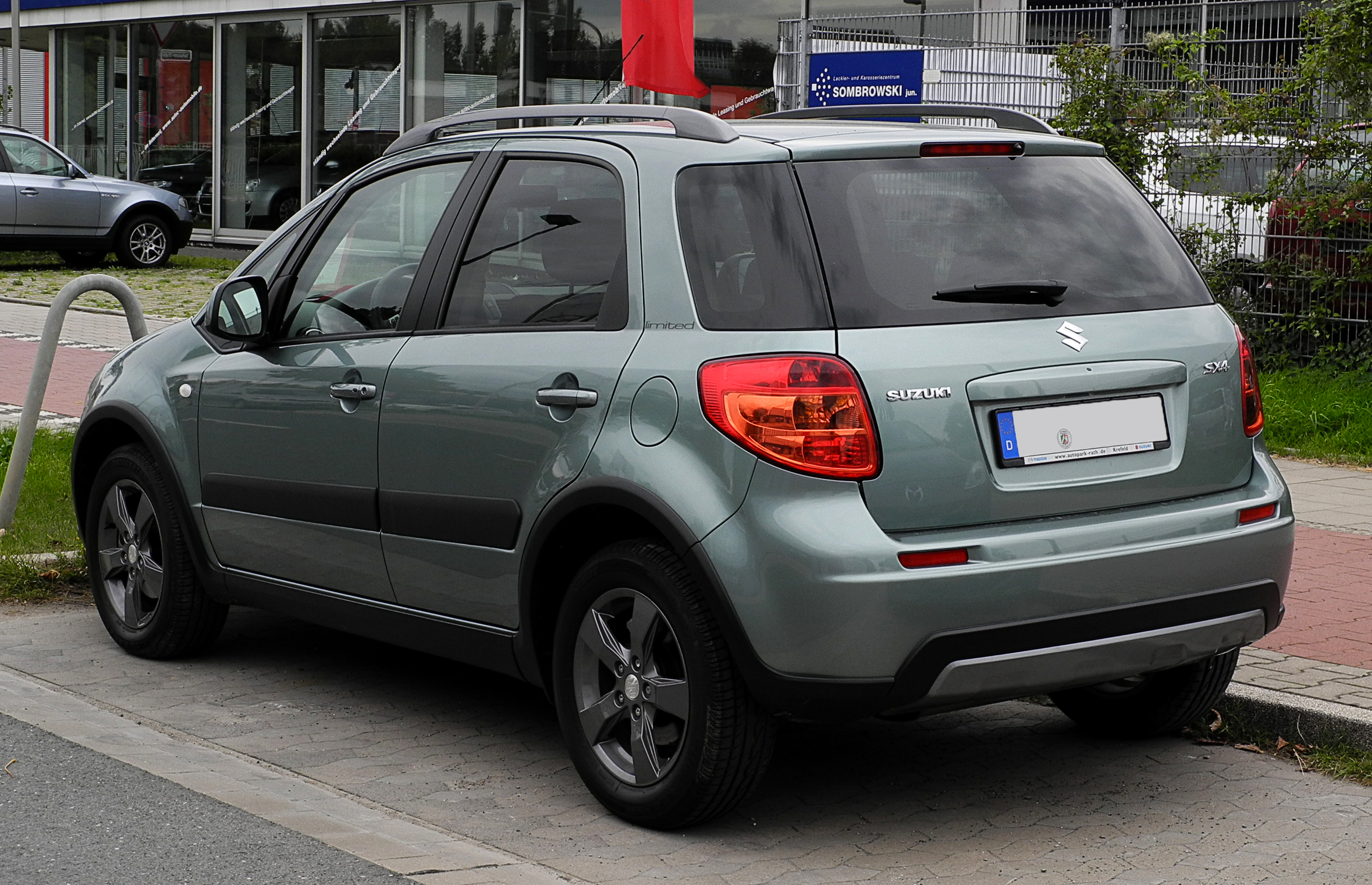
Suzuki SX4 limited (2011)

### Двигуни
| Модель                  | Об'єм     | Циліндри  | Потужність                       | Крутний момент        | V-макс     | Витрати пального | Роки виробництва |
| Бензинові               | Бензинові | Бензинові | Бензинові                        | Бензинові             | Бензинові  | Бензинові        | Бензинові        |
| ----------------------- | --------- | --------- | -------------------------------- | --------------------- | ---------- | ---------------- | ---------------- |
| 1.5 2WD                 | 1490 см³  | 4         | 73 kW (99 к.с.) при 5600 об/хв   | 133 Нм при 4000 об/хв | 175 км/год | 6,8-7,1 л/100 км | 2006–2009        |
| 1.6 VVT 2WD             | 1586 см³  | 4         | 79 kW (107 к.с.) при 5600 об/хв  | 145 Нм при 4000 об/хв | 180 км/год | 6,8 л/100 км     | 2006–2009        |
| 1.6 VVT i-AWD           | 1586 см³  | 4         | 79 kW (107 к.с.) при 5600 об/хв  | 145 Нм при 4000 об/хв | 170 км/год | 7,1 л/100 км     | 2006–2009        |
| 1.6 VVT 2WD             | 1586 см³  | 4         | 88 kW (120 к.с.) при 6000 об/хв  | 156 Нм при 4400 об/хв | 185 км/год | 6,2 л/100 км     | з 2009           |
| 1.6 VVT i-AWD           | 1586 см³  | 4         | 88 kW (120 к.с.) при 6000 об/хв  | 156 Нм при 4400 об/хв | 175 км/год | 6,5 л/100 км     | з 2009           |
| 2.0 VVT 2WD/i-AWD (США) | 1995 см³  | 4         | 112 kW (152 к.с.) при 6200 об/хв | 190 Нм при 4000 об/хв | 200 км/год | 7 л/100 км       |                  |
| Дизельні                |           |           |                                  |                       |            |                  |                  |
| 1.9 DDiS 2WD            | 1910 см³  | 4         | 88 kW (120 к.с.) при 3500 об/хв  | 280 Нм при 2000 об/хв | 190 км/год | 6,3 л/100 км     | 2006–2009        |
| 1.9 DDiS i-AWD          | 1910 см³  | 4         | 88 kW (120 к.с.) при 3500 об/хв  | 280 Нм при 2000 об/хв | 180 км/год | 6,6 л/100 км     | 2006–2009        |
| 2.0 DDiS 2WD            | 1956 см³  | 4         | 99 kW (135 к.с.) при 4000 об/хв  | 320 Нм при 1500 об/хв | 190 км/год | 4,9 л/100 км     | з 2009           |
| 2.0 DDiS i-AWD          | 1956 см³  | 4         | 99 kW (135 к.с.) при 4000 об/хв  | 320 Нм при 1500 об/хв | 180 км/год | 5,5 л/100 км     | з 2009           |

- i-AWD = Intelligent All-Wheel-Drive System

## Друге покоління (JY; 2013)

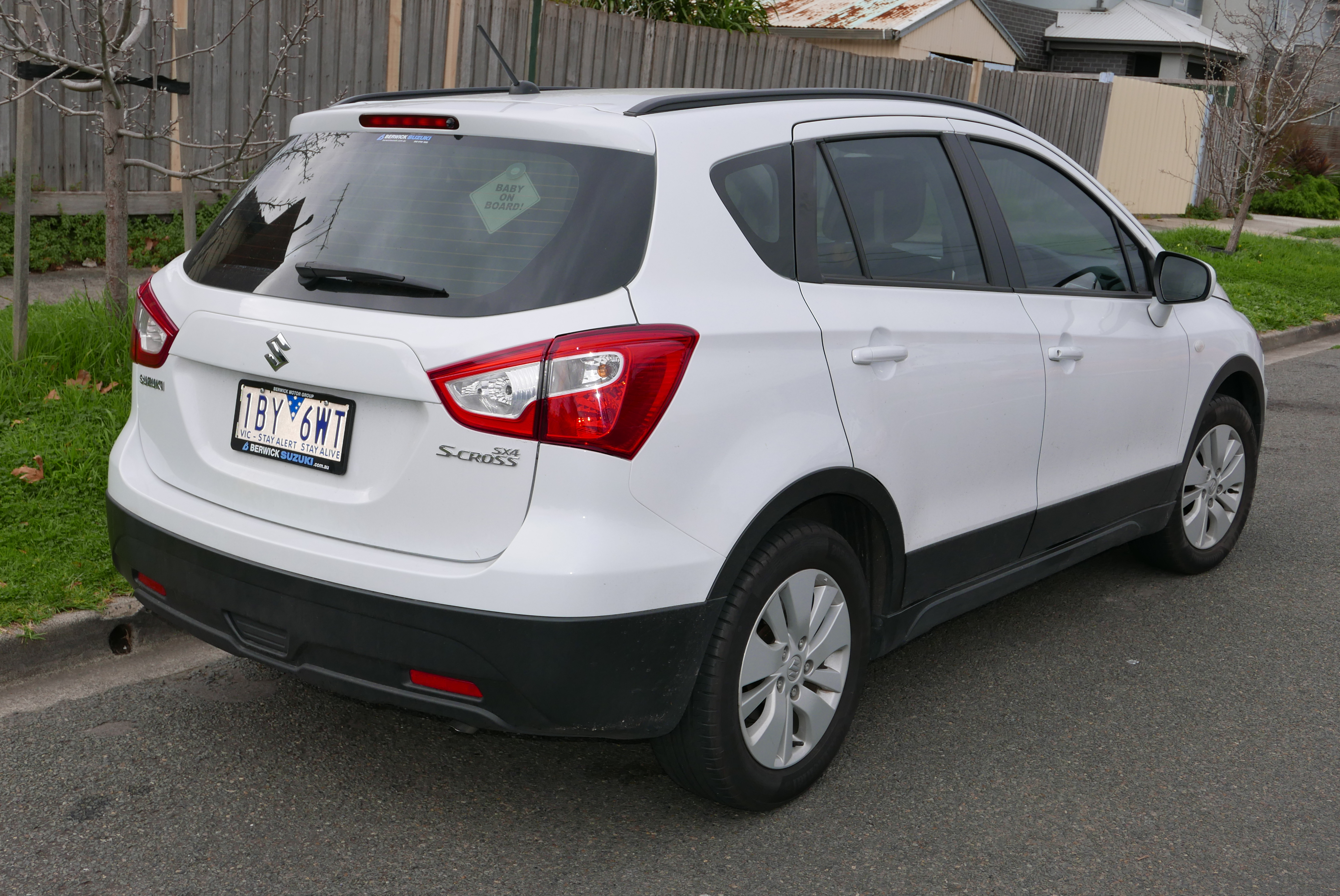
Suzuki SX4 S-Cross 1.6 DDiS (2013—2016)

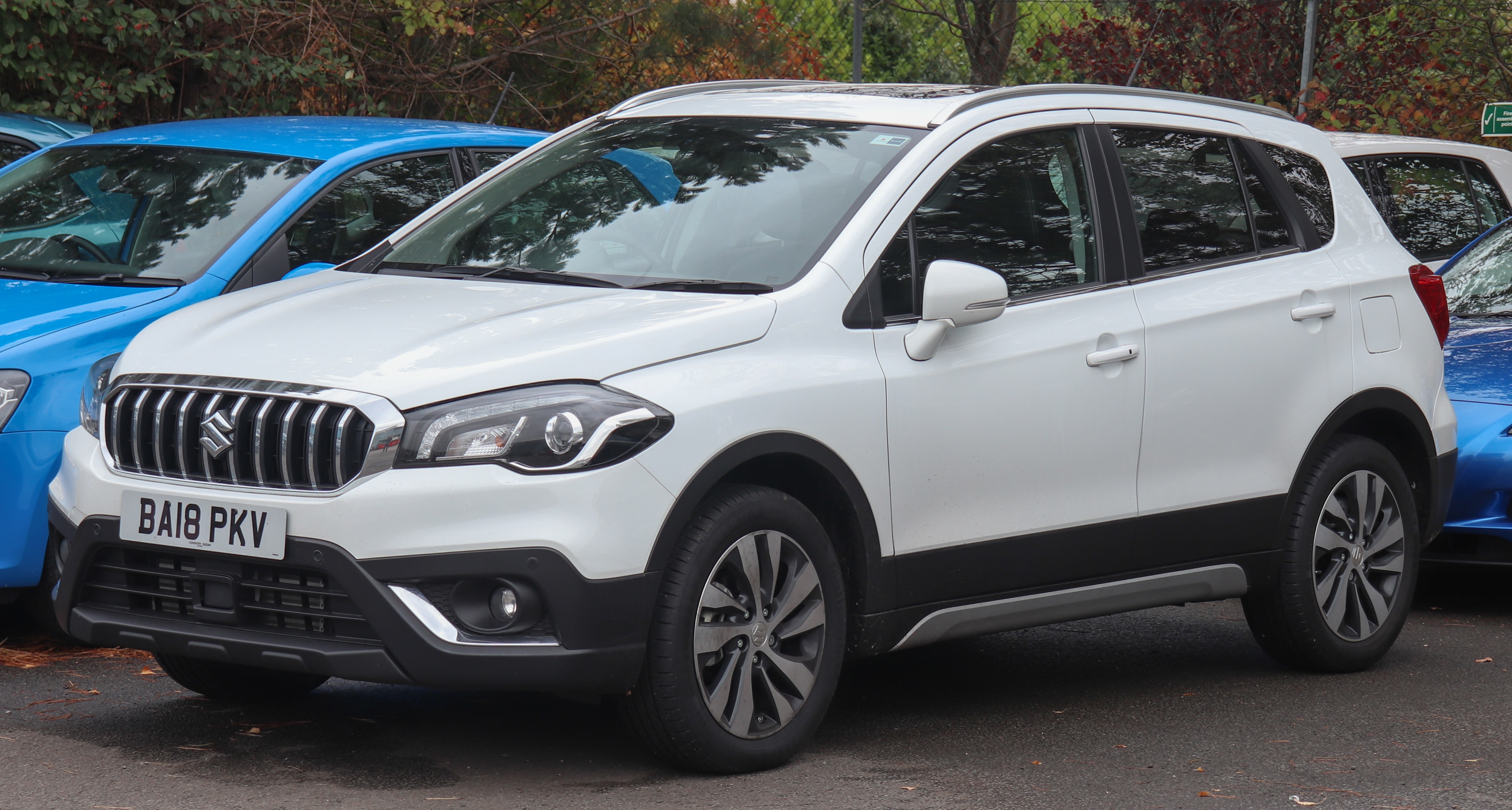
Suzuki SX4 S-Cross 1.6 DDiS (з 2016)

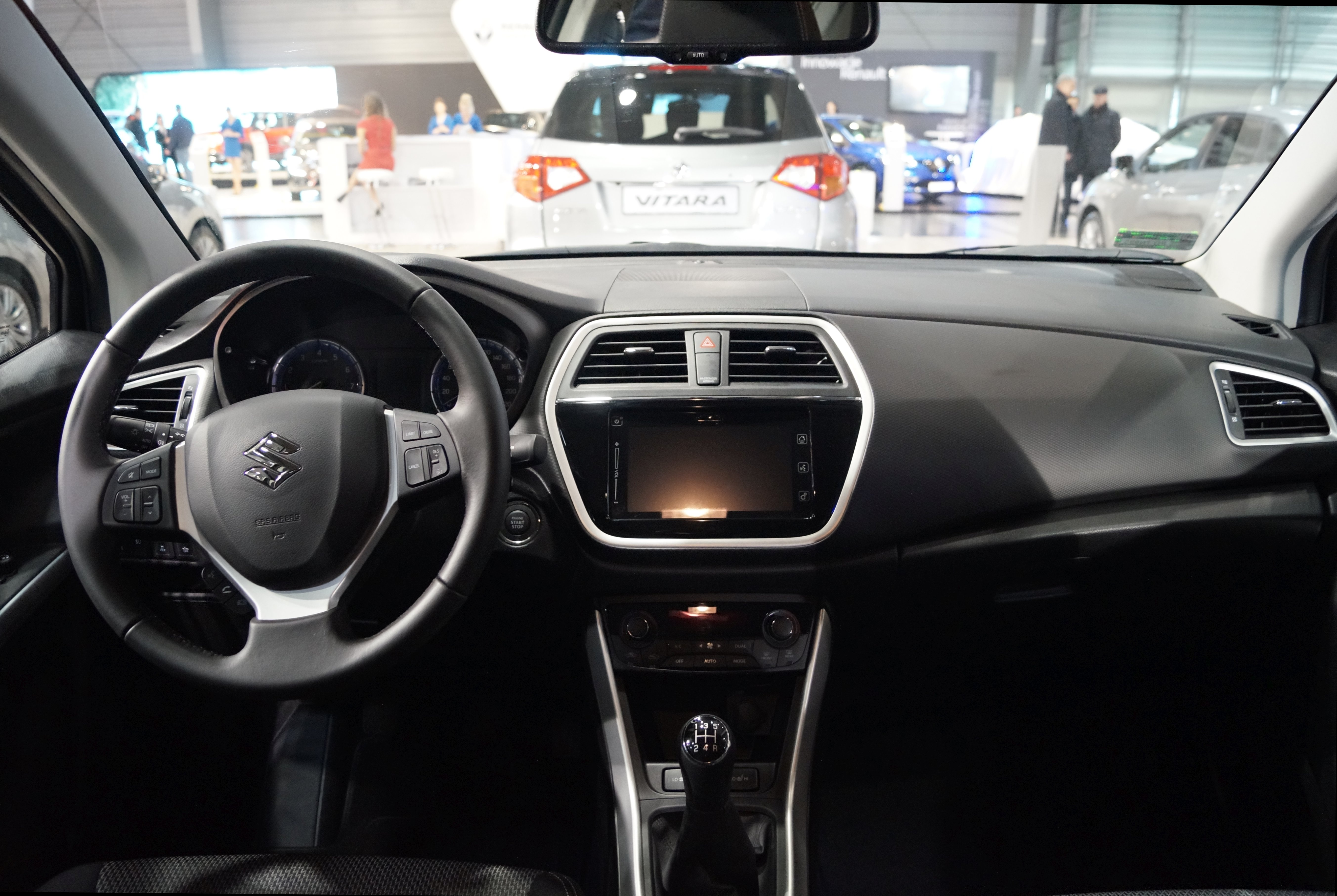
Suzuki SX4 S-Cross

В березні 2013 року на Женевському автосалоні компанія Suzuki представила друге покоління моделі SX4, в Європі та Росії автомобіль називається Suzuki SX4 S-Cross, а в Україні — Suzuki SX4 New.
Довжина автомобіля становить 4,300 мм, ширина — 1,765 мм, висота — 1,575 мм, колісна база 2,600 мм.
Автомобіль комплектується на вибір атмосферним бензиновим двигуном M16A об'ємом 1,6 л потужністю 117 к.с., крутним моментом 156 Нм, що відповідає стандарту Євро-6, або турбодизелем об'ємом 1,6 л потужністю 120 к.с., крутним моментом 320 Нм. На вибір пропонуються версії з переднім або повним приводом AllGrip, з 5-ст. механічною КПП або варіатором CVT.
Виробництво Suzuki SX4 другого покоління відбувається на заводі Suzuki в Угорщині.
У 2016 році Suzuki SX4 модернізували, змінивши зовнішній вигляд, двигуни та оснащення.
Всі версії SX4 в базовій комплектації представлені з 16-дюймовими дисками, а також бамперами та дверними дзеркалами заднього виду, пофарбованими у колір кузова. На даху розміщуються поздовжні бруси, що створюють додатковий простір для перевезення багажу. Всі моделі SX4 оснащені однаковими функціями та системами безпеки, включаючи антиблокувальну систему і систему розподілу гальмівних зусиль. У базовій комплектації, також, представлені кріплення ISOFIX для дитячих крісел і потрійні ремені безпеки для задніх пасажирів. Необхідно відзначити, що жодна модель SX4 на цей момент не обладнана системою екстреного гальмування або аналогічними функціями, які набувають все більшої популярності нині.
На центральній консолі з'явилася нова мультимедійна система з великим дисплеєм і підтримкою протоколу Apple CarPlay.

### Двигуни
| Модель         | Об'єм     | Циліндри  | Потужність                       | Крутний момент             | V-макс     | Витрати пального | Роки виробництва |
| Бензинові      | Бензинові | Бензинові | Бензинові                        | Бензинові                  | Бензинові  | Бензинові        | Бензинові        |
| -------------- | --------- | --------- | -------------------------------- | -------------------------- | ---------- | ---------------- | ---------------- |
| 1.6 2WD        | 1586 см³  | 4         | 88 kW (120 к.с.) при 6000 об/хв  | 156 Нм при 4400 об/хв      | 180 км/год | 5,4 л/100 км     | 08/2013-2016     |
| 1.6 AWD        | 1586 см³  | 4         | 88 kW (120 к.с.) при 6000 об/хв  | 156 Нм при 4400 об/хв      | 175 км/год | 5,7 л/100 км     | 08/2013-2016     |
| 1.0 Boosterjet | 998 см³   | 3         | 82 kW (112 к.с.) при 5500 об/хв  | 170 Нм при 2000-3500 об/хв | 180 км/год | 4,9 л/100 км     | з 2016           |
| 1.4 Boosterjet | 1373 см³  | 4         | 103 kW (140 к.с.) при 5500 об/хв | 220 Нм при 1500-4000 об/хв | 200 км/год | 5,3 л/100 км     | з 2016           |
| Дизельні       |           |           |                                  |                            |            |                  |                  |
| 1.6 DDiS 2WD   | 1598 см³  | 4         | 88 kW (120 к.с.) при 3750 об/хв  | 320 Нм при 1750 об/хв      | 180 км/год | 4,2 л/100 км     | з 08/2013        |
| 1.6 DDiS AWD   | 1598 см³  | 4         | 88 kW (120 к.с.) при 3750 об/хв  | 320 Нм при 1750 об/хв      | 175 км/год | 4,4 л/100 км     | з 08/2013        |

## Третє покоління (JYB; 2021)

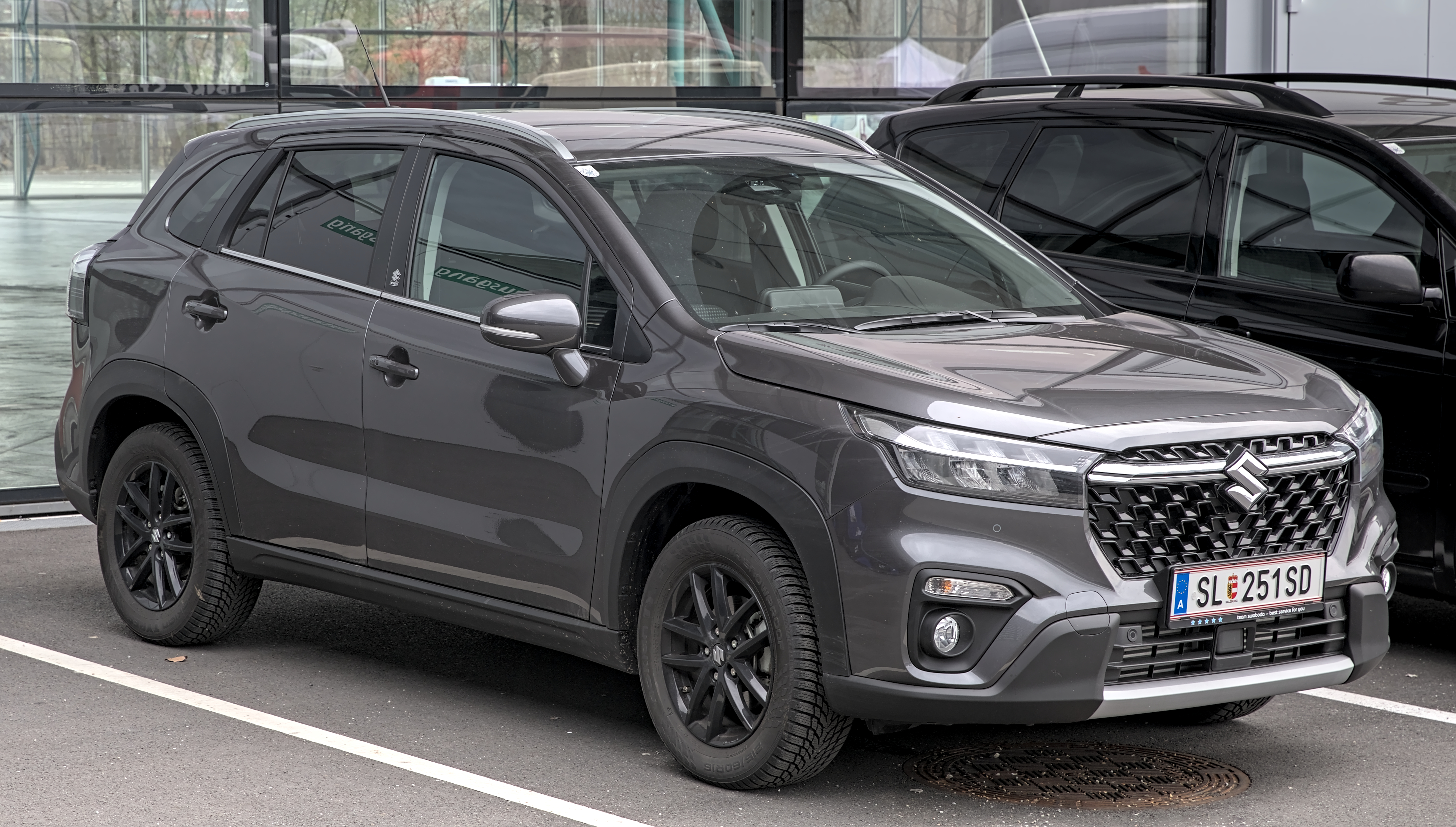
Suzuki S-Cross ІІІ

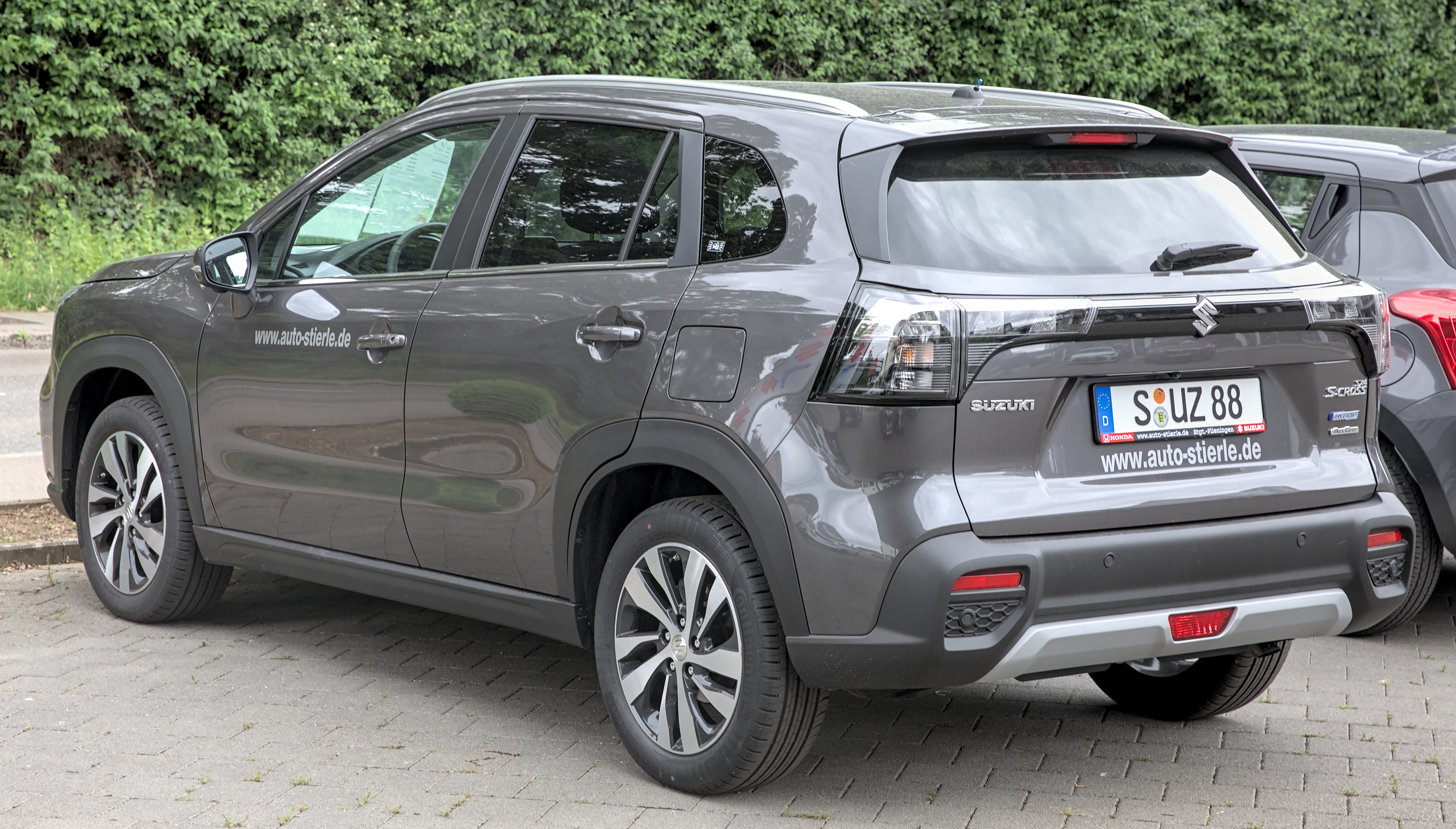

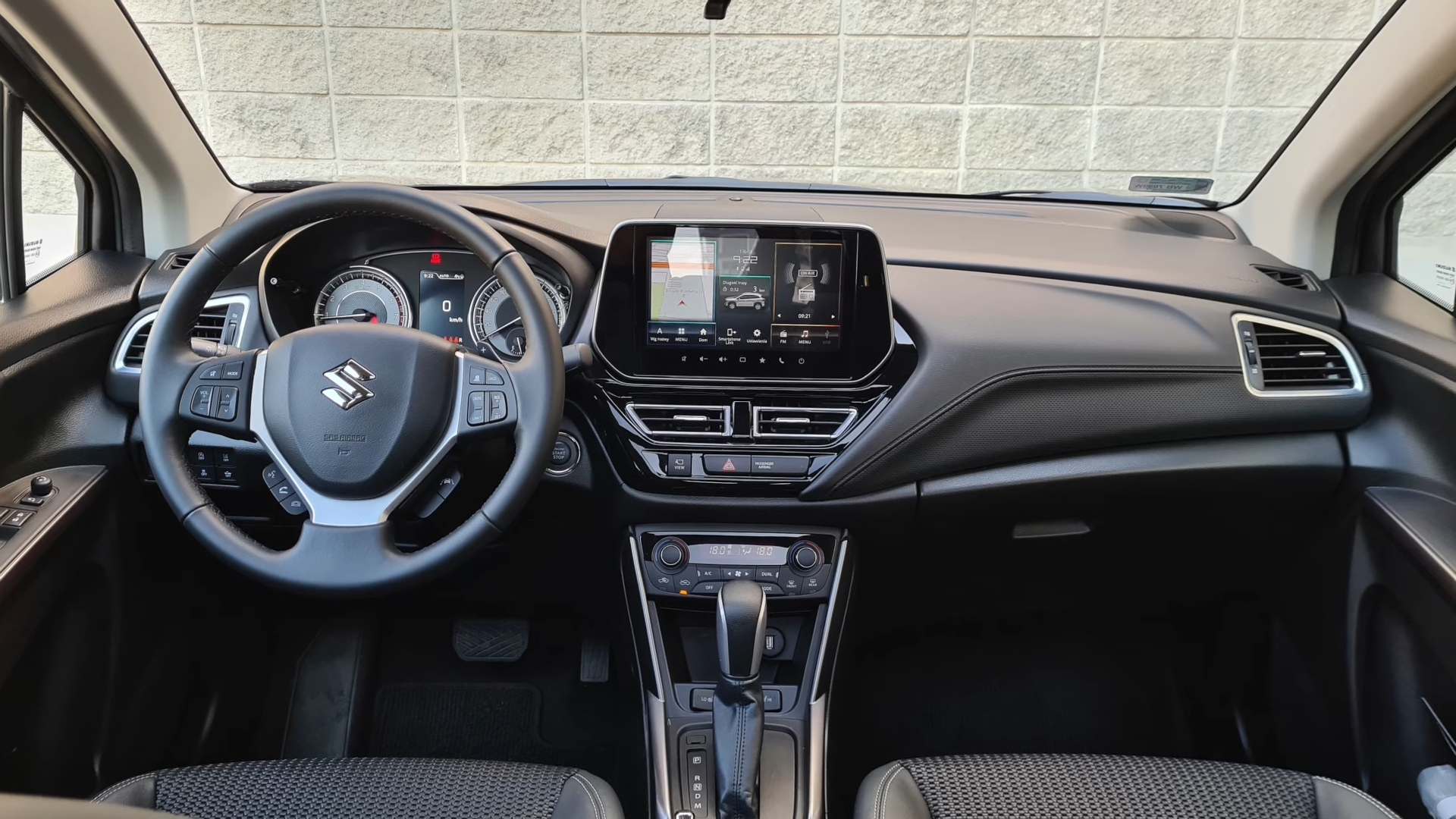

Suzuki представила третє покоління S-Cross через Інтернет 25 листопада 2021 року. Він продовжує вироблятися на заводі Magyar Suzuki в Угорщині для європейського ринку, а також експортується до Азії, Океанії та Латинської Америки.
Автомобіль збудовано на платформі Suzuki Global C, що й попередник.

### Двигун
- 1.4 L K14D Boosterjet turbo I4 + електродвигун WA06B DC synchronous

## Продажі

### SX4
| рік  | Європа | Індія  | Китай  | США    |
| ---- | ------ | ------ | ------ | ------ |
| 2005 | 3      |        |        |        |
| 2006 | 22,240 |        | 711    |        |
| 2007 | 48,757 |        | 21,379 |        |
| 2008 | 51,985 |        | 38,886 | 29,563 |
| 2009 | 41,209 |        | 50,409 | 20,713 |
| 2010 | 36,931 |        | 65,651 | 11,606 |
| 2011 | 35,554 | 21,830 | 66,964 | 12,519 |
| 2012 | 29,505 | 10,069 | 42,070 | 12,861 |
| 2013 | 28,106 | 5,329  | 33,244 | 2,740  |
| 2014 | 14,126 | 1,632  | 21,115 |        |
| 2015 | 3,161  |        | 14,915 |        |
| 2016 | 489    |        | 8,577  |        |
| 2017 | 393    |        | 1,444  |        |
| 2018 | 10     |        | 75     |        |
| 2019 | 14     |        |        |        |
| 2020 | 3      |        |        |        |

### SX4 S-Cross
| рік  | Європа | Індія  | Китай  | Індонезія |
| ---- | ------ | ------ | ------ | --------- |
| 2013 | 8,985  |        | 1,627  |           |
| 2014 | 39,070 |        | 42,926 |           |
| 2015 | 29,087 | 16,954 | 30,812 |           |
| 2016 | 23,185 | 22,137 | 11,851 | 1,769     |
| 2017 | 31,764 | 26,604 | 14,864 | 3,325     |
| 2018 | 31,577 | 41,528 | 5,436  | 2,689     |
| 2019 | 36,154 | 18,179 | 1,470  | 1,045     |
| 2020 | 20,776 | 12,222 | 210    | 590       |
| 2021 | 25,261 | 20,383 |        | 247       |